# Викитрибуна
Викитрибуна (англ. Wikitribune) — веб-сайт, созданный основателем Википедии Джимми Уэйлсом. Запущен 25 апреля 2017 года. Задача нового проекта — борьба с ложными новостями. Новый проект не имеет общей связи ни с Википедией, ни с Фондом Викимедиа. В отличие от Википедии, редакторы Викитрибуны могут получать денежные вознаграждения за свой вклад в проект. В ноябре 2019 года Уэйлс запустил спин-офф Викитрибуны — социальную сеть WT: Social.

## Цель проекта
По словам Уэйлса, цель нового проекта — борьба с проблемой ложных новостей. Для этого Викитрибуна будет публиковать «нейтральные статьи, основанные на фактах».

## Бизнес-модель
В соответствии с заявленными планами, на сайте не будет рекламы, и доступ читателей к материалам будет бесплатным. Таким образом, работа проекта будет оплачиваться за счёт добровольных взносов. Викитрибуна унаследует многие принципы Википедии, такие как свободное редактирование и необходимость опоры на авторитетные источники. Однако, в отличие от Википедии, публикация будет возможна только после проверки штатным сотрудником или доверенным общественником.
Другое важное отличие от Википедии состоит в том, что основные редакторы (англ. writers) будут получать оплату. Как количество оплачиваемых внештатников, так и размер оплаты будут зависеть от объёма пожертвований.

## Восприятие
Адриен ЛаФранс рассмотрела этот план в «The Atlantic». Ранее она работала над Honolulu Civil Beat, который был основан Пьером Омидьяром с аналогичными идеями «новостей равных». Из-за этого опыта она считала, что заявленный план носит чрезмерно амбициозный характер, поскольку штат из десяти сотрудников будет недостаточным для освещения глобальных новостей, а управление волонтёрскими вкладами потребует много времени.
Эндрю Лих, исследователь в школе связи Американского университета, ожидал, что гибридный подход WikiTribune будет более успешным, чем модель только добровольцев Викиновостей: «У вас есть оперативная командная структура, основанная на персонале, работающим в полном объёме. Профессиональные журналисты и редакторы обеспечивают надзор за тем, как новость продвигается вперёд. Волонтёры делают крупные расширения и множества причёсываний, анализов, поисков, проверок. Вы позволяете волонтёрам делать то, что они делают хорошо.»
Сара Бакстер, заместитель главного редактора «Sunday Times», обратилась к Викитрибуне в газете 30 апреля 2017 года в статье под заголовком «Википедия не сломит настоящие новости, а просто ущипнёт их». После критических замечаний о надёжности Википедии она сделала вывод: «Это основа дебатов в свободной прессе, будь то цифровая или печатная, которая доходит до сути истины, а не дурацкая мудрость самозванных волонтёров.»
Эмили Белл, директор «Tow Center for Digital Journalism», рассмотрела освещение в печати проекта через четыре дня после первоначального объявления. Она упомянула, что там был значительный скептицизм, который проявился на сессии Ask Me Anything, проведённой Уэйлсом.